# الحركة الهندية الأمريكية
الحركة الهندية الأمريكية هي حركة شعبية أمريكية أصيلة تأسست في يوليو 1968 في مينيابوليس، مينيسوتا. تركزت في البداية في المناطق الحضرية لمعالجة القضايا المنهجية للفقر ووحشية الشرطة ضد الأمريكيين الأصليين. وسرعان ما وسعت الحركة تركيزها من القضايا الحضرية لتشمل العديد من القضايا القبلية الأصلية التي واجهتها مجموعات الأمريكيين الأصليين بسبب الاستعمار الاستيطاني للأمريكتين، مثل حقوق المعاهدات، ومعدلات البطالة المرتفعة، والتعليم، والاستمرارية الثقافية، والحفاظ على ثقافات السكان الأصليين.
تم نشر تشكيل الحركة نتيجة للقانون العام للولايات المتحدة قانون إعادة التوطين الهندي لعام 1956، جنبًا إلى جنب مع القانون العام 280، المعروف أيضًا باسم قانون الإنهاء الهندي. تم سن هذه السياسات من قبل كونغرس الولايات المتحدة بموجب السلطة العامة للكونغرس، مما تسبب في مغادرة ما يقرب من سبعين بالمائة من الهنود الأمريكيين أوطانهم الجماعية والانتقال إلى المراكز الحضرية، ويأمل العديد منهم في إيجاد الاستدامة الاقتصادية. أدى هذا إلى ما يعرف باسم الحضري الهندي. أصبح العديد من الهنود في المناطق الحضرية عابرين للحدود وتمكنوا بعد ذلك من تشكيل محاور محلية للانتماء في المراكز الحضرية، مما أدى إلى تشكيل الحركة في هذه السياقات الحضرية.
من نوفمبر 1969 إلى يونيو 1971 شاركت الحركة في احتلال السجن الفيدرالي المهجور المعروف باسم ألكتراز، الذي نظمته سبع حركات هندية، بما في ذلك الهنود من جميع القبائل والناشط ريتشارد أوكس. في أكتوبر 1972 جمعت الحركة ومجموعات هندية أخرى أعضاء من جميع أنحاء الولايات المتحدة للاحتجاج في واشنطن العاصمة، المعروف باسم مسار المعاهدات المكسورة. وفقًا للوثائق العامة التي تم الحصول عليها بموجب قانون حرية المعلومات، حدث تنسيق متقدم بين موظفي المكتب الفيدرالي للشؤون الهندية ومؤلفي اقتراح من عشرين نقطة تمت صياغته بمساعدة الحركة لتسليمه إلى مسؤولي حكومة الولايات المتحدة المركزة بشأن مقترحات تهدف إلى تعزيز العلاقات الأمريكية الهندية.
في العقود التي تلت تأسيس الحركة، قادت المجموعة احتجاجات تدافع عن مصالح الأمريكيين الأصليين، وألهمت التجديد الثقافي، وراقبت أنشطة الشرطة وبرامج التوظيف المنسقة في المدن ومجتمعات المحمية الريفية في جميع أنحاء الولايات المتحدة ومصالح السكان الأصليين خارج الولايات المتحدة أيضًا.